# Oggy i žohari
Oggy i žohari (fra. Oggy et les cafards) francuska je animirana humoristična televizijska serija koju su stvorili Jean-Yves Raimbaud i Olivier Jean-Marie u produkciji kuća Gaumont, Xilam  i koprodukciji s televizijskim kanalima France 3, Canal+, Gulli, Canal J, ProSieben (1. sezona) i Cartoon Network Asia (sezone 4 – 6). Serija se prvi put prikazivala u Francuskoj od 6. rujna 1998. godine na kanalu France 3, a završila je nakon 169 epizoda i sedam sezona 30. siječnja 2019. godine.
U Hrvatskoj, serija se prikazivala na RTL-u od 2004. godine, i kasnije na kanalima Nickelodeon i Mini TV.
Serija nema dijaloga i likovi ne govore, već komuniciraju govorom tijela kao što su: izgled, smijeh, plač, vrištanje, geste, razni zvukovi i zviždanje.
U rujnu 2020. najavljen je reboot pod nazivom Oggy i žohari: Nova generacija (Oggy and the Cockroaches: Next Generation), u kojoj se Oggy brine o Piyi, mladom slonu iz Indije. Prikazana je širom svijeta na Netflixu 28. srpnja 2022. Iako se po vizualnom stilu i tonovima znatno razlikuje od originala, televizijski kanal Gulli ju označava kao osmu sezonu serije.

## Radnja
Oggy je antropomorfna plava mačka koja živi u gradu AnimVille u Francuskoj, u kući koju progone tri nestašna žohara, Joey, Dee Dee i Marky. Njih troje često pokušavaju opljačkati Oggyjev hladnjak, koji sa svojim prijateljem Jackom završi u nevolji, ponekad čak uspijeva pobijediti zli trio insekata. Svako malo se dogodi da se mačke i žohari udruže kako bi pobijedili zajedničke neprijatelje ili pomogli jedni drugima u nepredvidivim slučajevima.

## Pregled serije
U Hrvatskoj, serija se prikazivala na RTL-u od 2004. godine, i kasnije na kanalima Nickelodeon, Mini TV, RTL Kockici i na platformi Voyo
| Sezona | Segmenti | Epizoda | Premijera sezone    | Finale sezone      |
| ------ | -------- | ------- | ------------------- | ------------------ |
| 1.     | 78       | 26      | 6. rujna 1998.      | 11. veljače 1999.  |
| 2.     | 78       | 26      | 4. rujna 2000.      | 5. travnja 2003.   |
| 3.     | 39       | 13      | 18. listopada 2008. | 24. prosinca 2008. |
| 4.     | 74       | 26      | 2. siječnja 2012.   | 12. prosinca 2012. |
| 5.     | 78       | 26      | 30. lipnja 2017.    | 30. srpnja 2018.   |
| 6.     | 78       | 26      | 16. svibnja 2017.   | 3. kolovoza 2018.  |
| 7.     | 78       | 26      | 19. ožujka 2018.    | 30. siječnja 2019. |

## Likovi

### Glavni
- Oggy
- Žohari
  - Dee Dee
  - Marky
  - Joey

### Sporedni
- Jack
- Bob
- Oggyjeva baka
- Monica
- Olivia
- Lady K
- Pit
- Bobette
- Policajac
- Doktor

## Film
Animirani film pod nazivom Oggy i žohari (fra. Oggy et les Cafards, Le Film) su producirali Xilam i France 3 Cinéma pod redateljskom palicom Oliviera Jean-Mariea, a u francuskim kinima distribuiran je od strane BAC Films počevši od 7. kolovoza 2013. U Hrvatskoj film je imao premijeru 6. lipnja 2020. na RTL-ovoj platformi "Play"
Film pripovijeda o evoluciji vječnog sukoba između predaka i potomaka mačke Oggyja protiv dijaboličnih i pohlepnih žohara Joeyja, Markyja i Dee Deeja kroz povijest čovječanstva, od njegovog početka kroz četiri priče.

## Spinoff i reboot

### Spinoff
Oggy Oggy je računalna animirana serija rađena za predškolarce koja se usredotočuje na mlađu verziju mačka Oggyja. Serija se prikazivala od 24. kolovoza 2021. do 16. listopada 2023. godine, na Netlfixu i na francuskoj televiziji.

### Reboot
Oggy i žohari: Nova generacija, serija dostupna na Netflixu od 28. srpnja 2022. Za razliku od originala koji ima svaku epizodu od tri segmenta, Nova generacija ima epizode koje traju 43 minute sa po šest segmenata.

## Vanjske poveznice
- Službena stranica
- Oggy i žohari u internetskoj bazi filmova IMDb-a